# 门代
门代，是匈牙利佩斯州所辖的一个村。总面积27.17平方公里，总人口4292，人口密度158.0人/平方公里（2011年1月1日）。